# Marennes (Rodan)

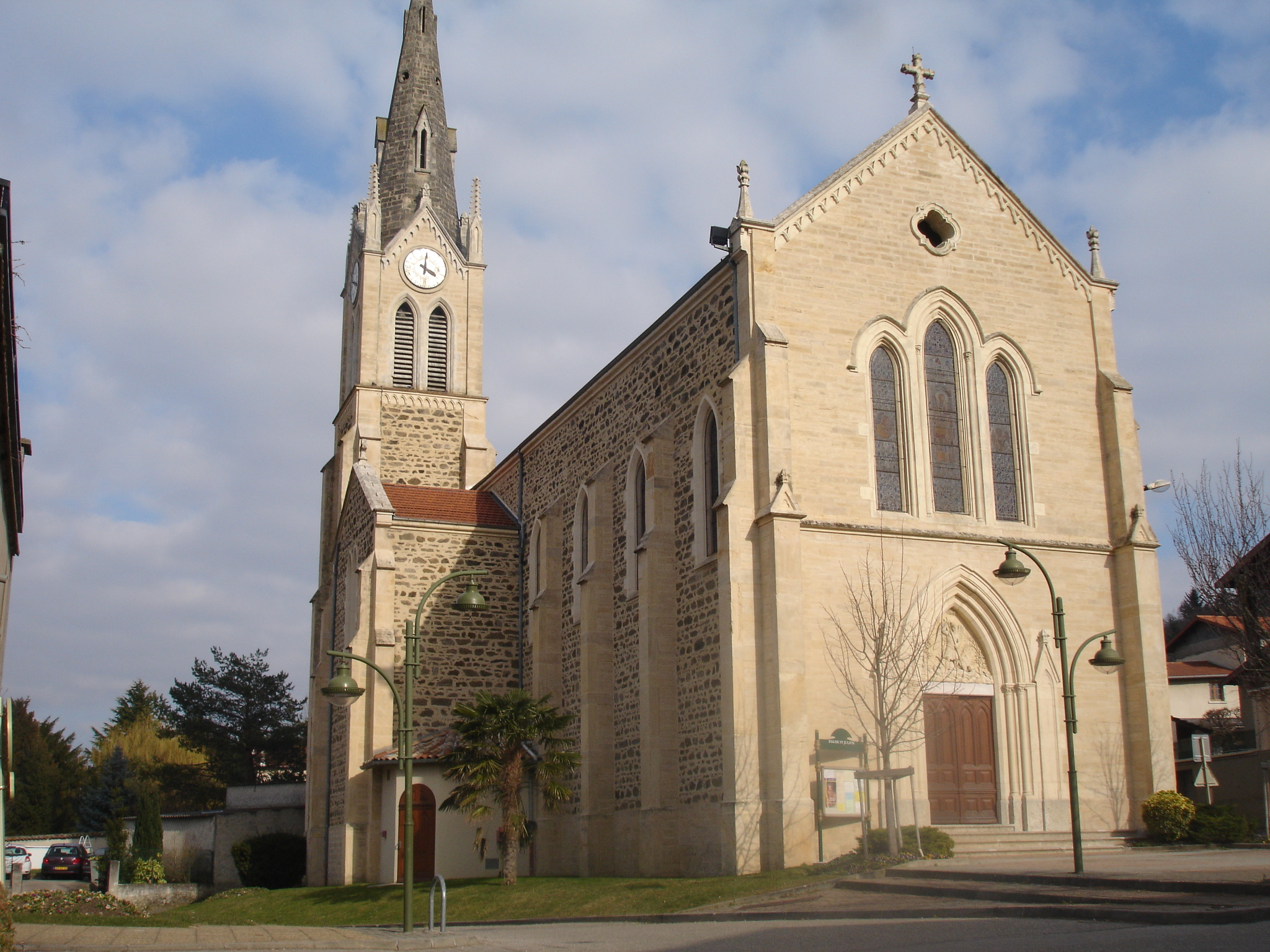
Kościół w Marennes, 2010

Marennes – miejscowość i gmina we Francji, w regionie Owernia-Rodan-Alpy, w departamencie Rodan.
Według danych na rok 1990 gminę zamieszkiwało 1205 osób, a gęstość zaludnienia wynosiła 97 osób/km² (wśród 2880 gmin regionu Rodan-Alpy Marennes plasuje się na 683. miejscu pod względem liczby ludności, natomiast pod względem powierzchni na miejscu 944.).